# Auguste Zscherp
Auguste Zscherp (* 17. Oktober 1900; † 2. August 1983 in Bremen) war eine Bremer Politikerin (SPD) und Mitglied der Bremischen Bürgerschaft.  

## Biografie
Zscherp war als Angestellte in Bremen tätig. Sie war Mitglied der SPD.
Vom November 1946 bis 1947 war sie Mitglied der ersten gewählten Bremischen Bürgerschaft und in Deputationen der Bürgerschaft tätig. 